# ...un sol
...un sol è il primo album discografico di Luis Miguel pubblicato nel 1982.

## Descrizione
La produzione artistica è di Luisito Rey, che figura anche come autore di diversi brani, insieme a Juan Gabriel, King Clave, Javier Santos e Rubén Amado. Il disco contiene la versione spagnola del brano Prendiamo i pattini di Guido Morra e Riccardo Fogli. Quattro brani vennero registrati anche col testo in portoghese.

## Tracce
1. 1 + 1 = 2 enamorados – 3:35 (testo: Rubén Amado, Javier Santos – musica: Rubén Amado, Javier Santos)
2. Amor de escuela – 3:08 (testo: Octavio – musica: Octavio)
3. Tomemos los patines (Prendiamo i pattini)* – 3:10 (testo: Riccardo Fogli, Guido Morra – adatt. spagnolo: Miguel A. Medina – musica: Maurizio Fabrizio)
4. Hay un algo* – 3:19 (testo: Luisito Rey – musica: Luisito Rey)
5. Lo que me gusta – 2:47 (testo: Juan Gabriel – musica: Juan Gabriel)
6. Balada para mi abuela* – 2:45 (testo: King Clave – musica: King Clave)
7. Mentira – 2:54 (testo: Juan Gabriel – musica: Juan Gabriel)
8. El tiempo* – 2:50 (testo: Luisito Rey – musica: Luisito Rey)
9. Adolescente soñador – 3:01 (testo: Rubén Amado, Javier Santos – musica: Rubén Amado, Javier Santos)

### Brani in portoghese
L'edizione del disco pubblicata in portoghese, contiene 4 tracce
1. 1 + 1 = Dois Apaixonados – 3:35 (testo: Rubén Amado, Javier Santos – musica: Rubén Amado, Javier Santos)
2. O Que Eu Gosto – 2:47 (testo: Juan Gabriel – musica: Juan Gabriel)
3. Mentira – 2:54 (testo: Juan Gabriel – musica: Juan Gabriel)
4. Amor De Escola – 3:08 (testo: Octavio – musica: Octavio)

Durata totale: 12:24